# Knorr-Bremse
La Knorr-Bremse AG con sede a Monaco di Baviera è la società maggiore controllata dalla Knorr-Bremse-Konzerns. Knorr-Bremse è leader mondiale nei sistemi frenanti nell'ambito ferroviario e dei veicoli industriali. Altri prodotti sono sistemi On-Board come porte automatiche o impianti di climatizzazione.

## Storia

### Fondazione a Berlino (1905-1920)
Nel 1905 viene fondata da Georg Knorr a Boxhagen-Rummelsburg (oggi nel quartiere di Berlino-Friedrichshain) la Knorr-Bremse GmbH, dall'originale attività del 1883 di produzione di freni ad aria per ferrovie. Lo sviluppo del sistema frenante K1 per le ferrovie della Preußisch-Hessische Eisenbahngemeinschaft. La Knorr-Bremse GmbH divenne nel 1911 con la Continentale Bremsen-GmbH l'azienda attuale Knorr-Bremse AG.

### Edificio principale e aggiunte

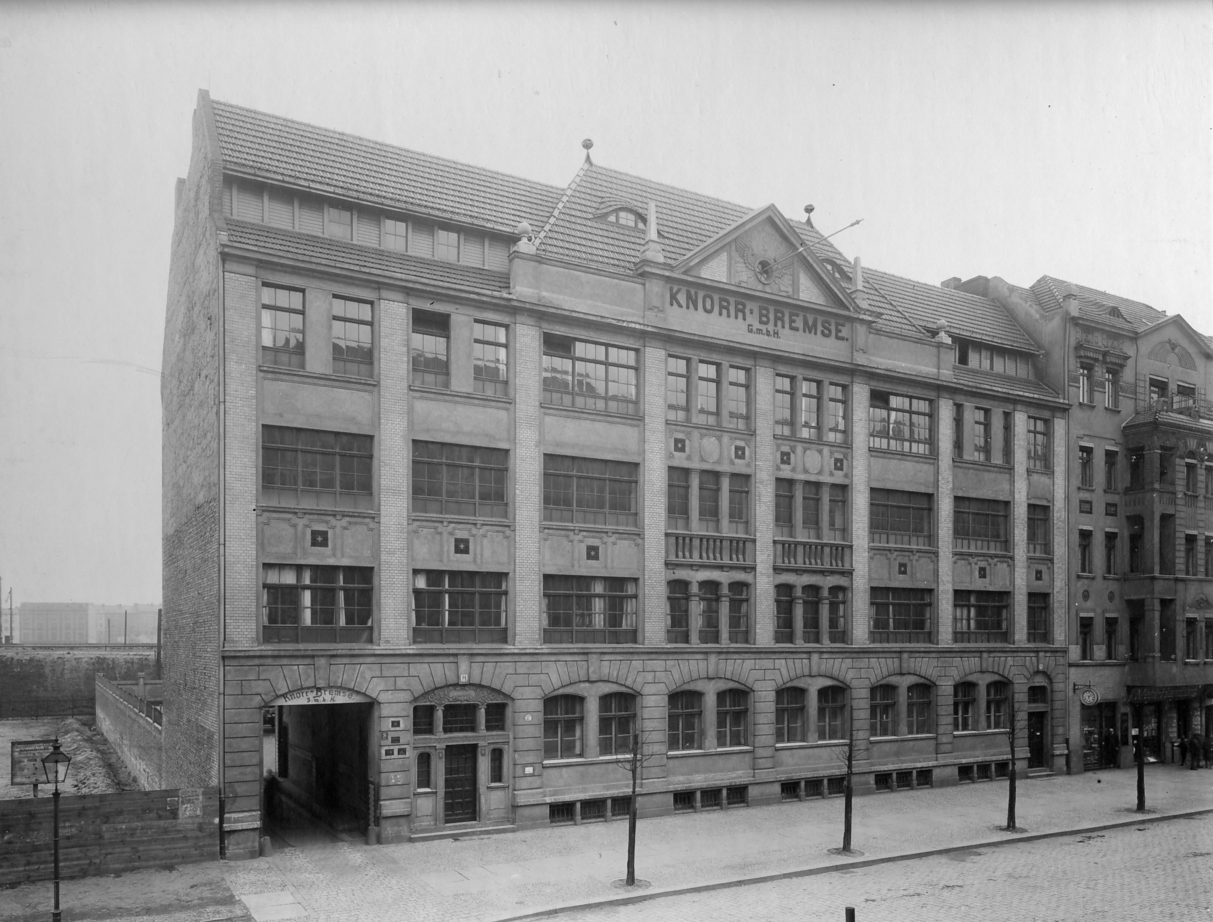
La prima fabbrica della Knorr-Bremse GmbH a Berlino (1908)

La prima fabbrica fu eretta nella Neue Bahnhofstraße, più tardi divenne la alte Fabrik (vecchia fabbrica). Dal 1913 al 1916 venne eretta la nuova ala a sud, opera dell'architetto Alfred Grenander, con finestrature, Klinker, arcate con colonne, arenaria in rilievo sui parapetti. Questa parte venne chiamata neue Fabrik (nuova fabbrica). Vennero poi costruiti in modo ortogonale e parallelo alla palazzina, la centrale termica. Il complesso sulla Neue Bahnhofstraße 9-17 è sotto protezione dei beni architettonici. Con la costruzione di un tunnel negli anni 1922-1927 venne eretta la Hauptwerk sulla origine Hirschberger Straße / Schreiberhauer Straße (ad est della ferrovia), sempre dei Grenander con torrette a tre angoli. La torre verso la Berliner Ringbahn è la più alta e la più a ovest con grandi finestrature. La superficie dell'insediamento era di 24.380 m². La costruzione con la torre sulla Hirschberger Straße 4 è protetta dai beni architettonici. Dal 2000 è sotto la Deutsche Rentenversicherung Bund per la realizzazione di un nuovo complesso.

### Diversificazione (1920-1985)
tra 1918 e 1945
Dopo la prima guerra mondiale viene commercializzato il sistema Kunze-Knorr-Bremse e il sistema di freno pneumatico per veicoli. Nel 1923 il sistema Knorr-Bremse di freno pneumatico per veicoli commerciali. Dopo la crisi del 1929 il sistema Hik-Bremse per ferrovie. Negli anni'30 il 90% dei veicoli commerciali di 7-16 t montava freni Knorr-Bremse.
La Knorr-Bremse AG si sviluppa fino a diventare il più grande produttore di sistemi frenenati d'Europa, sotto la guida di Johannes Philipp Vielmetter. Negli anni l'azienda arriva ad avere 20.000 dipendenti.

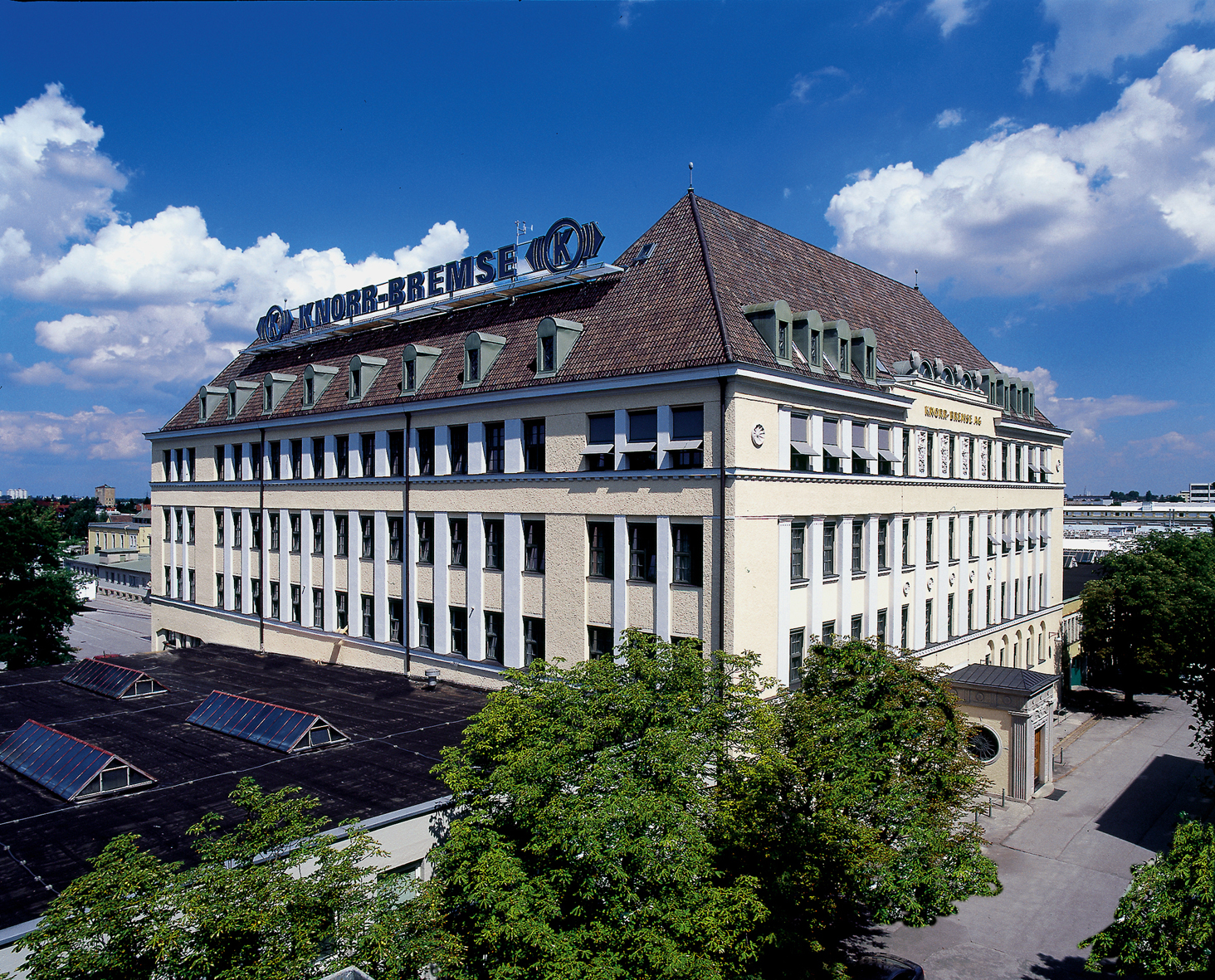
Sede odierna a Monaco di Baviera, Moosacher Straße 80 (ex Süddeutsche Bremsen-AG)

- Dal 1920 la società creata nel 1917/1918 tra la Bayerische Motorenwerke AG (BMW) a Monaco e la Knorr-Bremse AG, Süddeutsche Bremsen-AG per le ferrovie bavaresi. Nel 1922 a Camillo Castiglioni la Bayerischen Flugzeugwerke AG (BFW), la nuova BMW.
- Dal 1921 entra nel gruppo Knorr-Bremse AG la berlinese Carl Hasse & Wrede GmbH. Nasce così la Hasse & Wrede GmbH oggi parte della gruppo Knorr-Bremse frizioni per motori Diesel.
- Nel 1926 acquisisce la maggioranza della Motoren-Werke Mannheim AG (MWM), la Abteilung stationärer Motorenbau della Benz & Cie. del pioniere Karl Benz. Con la vendita alla Klöckner-Humboldt-Deutz AG (KHD), oggi Deutz AG, nel 1985.
- Lunga cooperazione dal 1938 con la Eisen- und Stahlwerke Walter Peyinghaus a Egge presso Wetter-Volmarstein fino al 1997.
- Durante la seconda guerra mondiale, dal 1943 prigionieri di guerra lavorarono per l'azienda in Möllendorffstraße, a Roederplatz, Roederstraße, Bornitzstraße e Hohenschönhauser Straße. Più di 1.200 prigionieri lavorarono per la Knorr-Bremse AG geschuftet.[2]

Nel dopoguerra Knorr-Bremse diventa una SAG
Nella Berlino occupata dai sovietici l'azienda diventa una Sowjetische Aktiengesellschaft (SAG).
Sede di Berlino fino al 1989
Nella Hirschberger Straße (Berlin-Lichtenberg) diventa nel 1954 la VEB Berliner Bremsenwerk, nella DDR. Diventa una SAG (VEB Messelektronik Berlin) presso il complesso Neuen Fabrik nella Neuen Bahnhofstraße.
Nuova e vecchia fabbrica
Dal 1990 la vecchia fabbrica diventa: parte della Hochschule für Wirtschaft und Recht Berlin, Zentrum für Bildung und Arbeit, concept Gesellschaft für aktuelle Berufsbildung e filiale della ODEG. Il gruppo Berggruen Holding acquista il complesso per 16 milioni di Euro; uno dei clienti interessati per la superficie fu Zalando; nell'aprile 2013 entra il primo dipendente.
Knorr-Bremse nella Germania Ovest
La Süddeutsche Bremsen-AG a Monaco produceva per il mercato occidentale dal 1946, poi divenne Knorr-Bremse GmbH. La Knorr-Bremse AG diventa nel 1960 una Kommanditgesellschaft (KG).

### Concentrazioni e espansioni dal 1985
Dal 1985 l'azienda si concentra sul settore dei sistemi frenanti per. La Knorr-Bremse GmbH e la Süddeutsche Bremsen-AG diventano nel 1985 Knorr-Bremse AG. La Knorr-Bremse KG viene liquidata.
Nel 1990 a Berlino nasce dalla Berliner Bremsenwerk e dalla Knorr-Bremse AG la Berliner Bremsenwerk - Knorr-Bremsen AG.
Cronologia (S = Schienenfahrzeug, N = Nutzfahrzeug):
| 1990/92 | S   | Acquisizione della Oerlikon-Bührle, Zürich                                                                           |
| 1990/91 | N/S | Acquisizione della VEB Berliner Bremsenwerk, Berlino (ex Knorr-Bremse nella DDR)                                     |
| 1991    | S   | Acquisizione della New York Air Brake, Watertown (New York)                                                          |
| 1993    | N   | Collaborazione con AlliedSignal Truck Brake Systems Company (Bendix), Elyria (Ohio)                                  |
| 1993    | N/S | Fondazione della Knorr-Bremse Systeme für Nutzfahrzeuge GmbH e della Knorr-Bremse Systeme für Schienenfahrzeuge GmbH |
| 1999    | N   | Acquisizione della divisione freni veicoli commerciali della Robert Bosch GmbH                                       |
| 2000    | S   | Acquisizione della Westinghouse Brakes, Chippenham (GB) e Sydney (Australia)                                         |
| 2001    | S   | Acquisizione del 90% della austriaca IFE                                                                             |
| 2002    | N   | Acquisizione della Bendix Commercial Vehicle Systems, Elyria (Ohio)                                                  |

2007 N Joint Ventures con Kamaz a Naberežnye Čelny (Russia)
2008 S Acquisizione della Anchor Brake Shoe Company LLC (USA)
2009 S Acquisizione della "Microelettrica Scientifica Jaselli "(Italia),Officine de Zan S.r.l. (Italia), EMC Traction S.r.l. (Italia) e Sydac Pty. Ltd. (Australia)

## Struttura
L'azienda è presente in Europa, America e Asia. Knorr-Bremse AG ha il 100 % della Knorr-Bremse Systeme für Schienenfahrzeuge GmbH e 80 % della Knorr-Bremse Systeme für Nutzfahrzeuge GmbH; il rimanente 20% è della Robert Bosch GmbH.
Knorr-Bremse AG nasce nel 1985, con capitale della famiglia Thiele.

### Sedi in Germania
Amburgo, Berlin-Marzahn, Langenfeld, Schwieberdingen, Aldersbach e Monaco.
L'edificio Knorr Bremse AG in Moosacher Straße a Monaco è protetto.

### Sede in Austria
Viene acquisita negli anni'80 l'azienda J. Zelisko di Mödling, fondata nel 1918. L'attività proseguì con la denominazione Knorr-Bremse GmbH.  e la fabbrica a Kematen an der Ybbs, così come in Olanda, Polonia, Romania e Repubblica Ceca. Nel 2011 i dipendenti furono 1.200. Il prodotto principale è il sistema frenante magnetico.

### Sede in Italia
Le sedi principali per l'Italia si trovano ad Arcore, in provincia di Monza e della Brianza per la parte Veicoli Commerciali e a Campi Bisenzio (Firenze) per i Veicoli Ferroviari.

## Prodotti e ambiti

### Pietre miliari perNutzfahrzeug(N) eSchienenfahrzeug(S)
| 1903 | S | K1 Freno pneumatico per vagoni passeggeri                                |
| 1918 | S | Kunze-Knorr-Bremse (Kk-Bremse) per vagoni passeggeri (Kkp) e merci (Kkg) |
| 1923 | N | Freno pneumatico per veicoli commerciali                                 |
| 1931 | S | Hildebrand-Knorr-Bremse (Hik) per vagoni passeggeri e merci              |
| 1955 | S | Knorr-Bremse mit Einheitsbauart (KE) für Personen- und Güterzüge         |
| 1972 | N | ABS per veicoli commerciali                                              |
| 1985 | S | Valvole ad aria per veicoli commerciali statunitensi                     |
| 1992 | N | Azionamento pneumatico di freni a disco per veicoli commerciali          |
| 2002 | N | Bendix Driver Control Module per veicoli commerciali                     |
| 2002 | S | Sistema modulare per freni su locomotive                                 |
| 2004 | S | Compressore alternativo senza olio per veicoli ferroviari                |

### Marchi e ambiti principali
- Freni per autocarri (Knorr-Bremse, Bendix)
- Freni per treni e materiale rotabile (Knorr-Bremse, New York Air Brake, Westinghouse Brakes)
- Porte per materiale rotabile (IFE Innovation for Entrance Systems)
- Impianti climatizzazione per ferrovie (Merak)
- Porte automatiche per sistemi ferrotranviari (Westinghouse platform screen doors)
- Drehschwingungsdämpfer per motore Diesel (Hasse & Wrede)
- Resistenze di frenatura, contattori, extrarapidi, relè di protezione Cc/Ca(Microelettrica Scientifica)

## Onlus
Knorr-Bremse dona un milione di € l'anno per attività caritatevoli internazionali attraverso la Verein Knorr-Bremse Global Care.. I progetti si basano sul principio Hilfe zur Selbsthilfe e con l'ausilio di partner locali nei luoghi di necessità. L'attività principale è l'istruzione, adozione a distanza, infrastrutture sociali. La fondazione lavora con il World Vision Deutschland, come accaduto per il terremoto e maremoto dell'Oceano Indiano del 2004.